# アルサラスの贖罪
『アルサラスの贖罪』（アルサラスのしょくざい、原題：The Redemption of Althalus）は、デイヴィッド・エディングスとリー・エディングスが書いたファンタジー小説。日本語訳は宇佐川晶子が担当し、ハヤカワ文庫から3分冊として刊行されている。日本語訳書の表紙イラストは碧風羽が担当。

## ストーリー
幸運の女神に愛されているような強運により、次々と獲物を手にする手練れの泥棒・アルサラス。 しかしそんな彼にもツキに見放される時がやってきた。過去にも失敗はあっても、すぐにツキが回復していたが、今回ばかりはそうはいかなかった。次々に降りかかる不運と危険をかいくぐりつつ、諸国を渡ったアルサラスはヒュール国に逃れる。そこには旧知の男・ナブジョルの野営地があった。 
それまでの憂さを晴らすように野営地で享楽にふけり、手持ちの金もなくなりかけていた時、見慣れない余所者がナブジョルの野営地を訪れる。ゲンドと名乗るその男はアルサラスを追ってきたというが、捕まえるためではなく凄腕の泥棒に仕事を持ちかけるためだと語った。その内容とはカグウェア国北部にある「世界の果ての家」から一冊の本を盗み、持ち帰るというものだった。ゲンドを信用できる相手とみなさず、また見本として示された皮革製のページに書かれた文字にも禍々しさを感じ取ったアルサラスであったが、ツキを好転させるきっかけとすべく依頼を引き受けることに決めた。 
「世界の果ての家」にたどりつき、「本」を見つけたアルサラスは人語を話す黒猫と出会う。さすがのアルサラスも言葉を喋る猫の存在に動転し、自分の正気を疑った。家から出ようとするも、入ってきたはずの扉は消失していた。猫によれば「本」とは空の神デイウォスが作り出したものであり、そこに記された言語を通して世界に干渉できるものだという。猫は、アルサラスが「本」について学び、それを使いこなせるようにならなければならないと語り、本の使い方を教え始める。

## 登場人物

### アルサラスの一派
アルサラス（Althalus）
幸運に取り付かれた凄腕の泥棒（本人は「所有権の移譲」に係わる商売という言い方を好む）。手先が器用で頭の回転はさらに良い。失敗が無いわけではないが、そうなってもすぐにツキを取り戻してきた。 度重なる不運に見舞われ、それを好転させるきっかけになればとゲンドの依頼を引き受ける。依頼通り「世界の果ての家」に至って「本」（白の本）を手にし、人語を話す猫・エメラルドとともに通常の時間を越えて生きることになる。 「短剣」が彼に与えたメッセージは『探せ』。
エメラルド
アルサラスが「世界の果ての家」で出会った人語を喋る黒い牝猫。アルサラスは彼女を、瞳の色からとって 「エメラルド」（またはエミー、エム）と呼ぶことにした。本人曰く、ずっと猫の姿をしていたわけではないらしい。以後、アルサラスの傍らで「本」の使い方を指導するようになる。
エリア（Eliar）
アルム国の若き傭兵。「世界の果ての家」からいかなる場所、いかなる時間へも通じるドアや窓を開く能力を持つ。「短剣」が彼に与えたメッセージは『導け』。
アンディーヌ（Andine）
トレボリー国の都市国家オッソスを治めることになった若く美しい女領主（アリャ）。「短剣」が彼女に与えたメッセージは『従え』。
ベイド（Bheid）
メディオ国でデイウォスを崇める黒衣派の神官。「短剣」が彼に与えたメッセージは『照らせ』。
ゲール（Gher）
ヒュール国の浮浪児。アルサラス以上の頭の回転を見せることもあり、時間と空間の関係など高次の概念を直観的に理解することができる。「短剣」が彼に与えたメッセージは『惑わせ』。
レイサ（Leitha）
クウェイロン国で魔女と呼ばれ、火あぶりにされるところを救出された若い女性。他人の思考を聞く能力がある。「短剣」が彼に与えたメッセージは『聴け』。

### ゲンドの一派
ゲンド（Ghend）
アルサラスの実力を見込み「世界の果ての家」にある白の「本」を盗ってこさせようとした男。実は一万年ほど前に現れたデイウォスを崇める古い民の出身。族長に命じられた仕事に嫌気がさしたところデイウァから誘いを受け、デイウォスを見限った。その後デイウァより「本」を与えられてからは、のちのアルサラスと同じく通常の時間にとらわれず生きている。アルサラスより7500歳年上であり「本」の扱いでは一日の長がある。デイウァの高僧として、この神を崇める国ネクウェロスの絶対君主の地位についている。
ペカル（Pekhal）

ゲルタ（Gelta）

アルガン（Argan）

コマン（Koman）

クノム（Khnom）

### その他
ナブジョル（Nabjor）
アルサラスと旧知の男。ヒュール国に野営地を作り暮らしている。野営地には美味いはちみつ酒を出す居酒屋があるだけでなく、売春も営まれており、彼自身も人には言えないような品物の取引に応じる故買屋である。
太鼓腹のゴスティ（たいこばらのゴスティ、Gosti Big Belly）

アルブロン（Albron）
アルム国の族長。
カロル軍曹（Sergeant Khalor）
アルム国軍の軍曹で、エリアの上官。

### 神々
デイウォス（Deiwos）
本作の世界観における空の神。混沌と闇しかなかった原初の時代、彼が目覚めたことにより、時間が動き始めた。混沌と闇を見て渇望を抱いた彼は、自らが作るべきだと考えた被造物を生み出した。創造に疲れた彼は自分の領分と弟神デイウァの司る時間の無い闇との間の境界線に塔を作り、時間が動く傍ら、そこで休みながら自分の作った「本」に親しんだ。
デイヴァ（Daeva）
デイウォスの弟。時間の存在しない闇と混沌を司る。デイウォスがもたらした時間と創造は、同時デイヴァの領分を侵すということでもあった。それは彼にとって苦痛に他ならず、兄神の側にある全てへの敵意を抱かせることになった。彼もまたデイウォスのそれと同じ不思議な力のある「本」（黒の本）を持ち、それを手下となる人間に貸し与え、世界を破壊する野望に加担させている。
ドウェイア（Dweia）
創生神デイウォスと虚無の神デイヴァの妹。デイウォスの創造した全てのものを慈しみ、維持する。彼女の「本」は短剣(the Knife)の形をとっており、アルサラスと仲間たちを導く。

## 日本語版
- アルサラスの贖罪 1 黒猫の家 ISBN 978-4150205003
- アルサラスの贖罪 2 女王と軍人 ISBN 978-4150205041
- アルサラスの贖罪 3 善と悪の決戦 ISBN 978-4150205089